# Daniel Ottevaere
Pour les articles homonymes, voir Ottevaere.
Daniel Ottevaere est un chanteur lyrique (basse) français d'origine belge né à Bruxelles en 1961.

## Biographie
Il étudie le chant auprès de Jules Bastin au Conservatoire royal de Bruxelles, puis rentre à l’École de l’Opéra de Paris où il débute dans Orfeo de Monteverdi (mise en scène d’Antoine Vitez) et entame une carrière internationale.
Il étudie également auprès de Hans Hotter, Claude Thiolas et José Van Dam.
En 1984, il chante le rôle de Brander, dans la Damnation de Faust, d'Hector Berlioz, à l'Opéra de Nancy / Opéra national de Lorraine, aux côtés de Ruggero Raimondi et Nadine Denize ; dans les années qui suivent, il est Palémon, dans Thaïs de Jules Massenet, à l'Opera d'Avignon, puis à l'Opera de Marseille (dans la mise en scène de Nicolas Joël), aux côtés de José Van Dam ; Inigo Gomez, dans L'Heure espagnole, de Maurice Ravel, à la Halle aux Grains de Toulouse, sous la direction de Michel Plasson, puis à l'Opera Comique (dans la mise en scène de Jean-Louis Martinoty) ; Il marchese di Calatrava, dans La forza del destino, de Giuseppe Verdi, au Theatre du Châtelet, sous la direction de Nello Santi ; le Mandarin, dans Turandot, de Giacomo Puccini, à l'Opéra de Lausanne (dans la mise en scène de Jean-Pierre Ponnelle).
En 1985, il fait ses débuts au Palais Garnier, en Moine tibétain, dans la création mondiale du Docteur Faustus de Konrad Boehmer.
Dans les années quatre-vingt-dix, il interprète notamment Nourabad, dans les Pêcheurs de perles, de Georges Bizet, à l'Opéra d'Avignon (dans la mise en scène d'Antoine Bourseiller) ; le Pasteur luthérien, dans la Khovanchtchina, de Modeste Moussorgski, à l'Opéra de Nantes (dans la mise en scène de Philippe Godefroid) ; le premier soldat, dans Salome, de Richard Strauss, à l'Opera Bastille, aux côtés de Léonie Rysanek, puis il participe à la création de l'œuvre à l'Opéra de Séoul, sous la direction de Myung-whun Chung  (dans la mise en scène d'André Engel) ; Thésée, dans le Songe d'une nuit d'été, de Benjamin Britten, à l'Opéra de Bordeaux (dans la mise en scène de Robert Carsen) ; le Père de famille, dans L'Enfance du Christ, d'Hector Berlioz, au Teatro Colón de Buenos Aires, sous la direction de Jean Fournet.
Il fut récemment Monterone, dans Rigoletto, de Giuseppe Verdi, pour le Festival des opéras en plein air (dans la mise en scène de Francis Perrin).
En 2013, il chante les scènes principales du rôle de Morosus, dans Die schweigsame Frau, de Richard Strauss, à la salle Gaveau, avec l'Orchestre romantique européen.
En 2009, il interprète pour la première fois le Winterreise de Franz Schubert, au festival des Nancyphonies.
En 2012, il a été en concert à Mons aux côtés de Gabrielle Philiponet, Yann Beuron et Jeff Cohen.
En juillet 2014, il s'est produit en récital avec le pianiste Jeff Cohen au Festival des Nancyphonies avec un programme d'airs d'Opéra et mélodies: "Drôles de gens que ces gens-là!".
Il enseigne actuellement le chant à l'École normale de musique de Paris et au CRD de Valenciennes.
Depuis 2017, il est fondateur et directeur artistique des Estivales lyriques de Wissant, et co-directeur de la Compagnie lyrique I Giocosi.

## Liens familiaux
Daniel Ottevaere est l'arrière-petit-fils du peintre Henri Ottevaere, et le petit-fils de l'écrivain Siegfried E. van Praag.

## Discographie
- Georges Bizet : La Jolie Fille de Perth, avec Alfredo Kraus, June Anderson, Gabriel Bacquier, José Van Dam, direction Georges Prêtre - EMI Classics, 1985
- Adolphe Adam : Le Postillon de Longjumeau, avec John Aler, François Le Roux, Jean-Philippe Lafont, June Anderson, Orchestre de Monte Carlo, direction Thomas Fulton - EMI Classics, 1986
- Daniel-François-Esprit Auber : La Muette de Portici, avec Alfredo Kraus, Jean-Philippe Lafont, Direction Thomas Fulton - EMI Classics, 1987
- César Franck : Les Béatitudes, avec Jane Berbié, Nathalie Stutzmann, Marcel Vanaud, Chœurs de Radio France, direction Armin Jordan - Erato, 1987
- Sergueï Prokofiev : Guerre et Paix, Direction Mstislav Rostropovitch - Erato, 1991
- Hans Werner Henze : Boulevard Solitude, avec Elena Vassilieva, Jérôme Pruett, Loa Falkman, Orchestre des Rencontres Musicales, direction Ivan Anguelov - Cascavelle Records, 1997
- Ernest Chausson : Le Roi Arthus, Direction Marcello Viotti, Koch, 1998
- Richard Strauss : Salomé (version française, extraits) C. Makris, M. Pederson ; en bonus d'Hérodiade de Jules Massenet avec Grace Bumbry - Gala Records
- Eugène Bozza : Le chant de la mine, avec Z. Gosset, S. Laulan, S. Obrecht et D. Kerkckaert (récitant), Orchestre Valentiana, direction Nicolas Bucher - Indésens, 2019